# Ignite (motor gràfic)
El motor de videojocs Ignite és una col·lecció de tecnologies de videojocs construïda per Electronic Arts i dissenyada per donar vida als videojocs esportius. La tecnologia va ser anunciada per part de Microsoft a l'esdeveniment de revelació de la Xbox One el maig de 2013, anunciant l'ús del motor gràfic en tres jocs d'esports de la franquícia per a Xbox Un i PlayStation 4: FIFA 14, NFL 15 i NBA Live 14, tots estrenats a la tardor del 2013.

## Capacitats
Electronic Arts va anunciar diverses característiques dins del motor. El seu marc d'Intel·ligència Humana permet als jugadors de dins del joc pensar com atletes reals, amb l'habilitat de fer judicis ràpids, preparar-se per un impacte, i actuar com a jugadors d'equip. Per exemple, la nova intel·ligència artificial crea un sentit d'urgència pels jugadors de dins del joc cap al final d'un partit de futbol per afanyar-se i provar més xuts a porteria als darrers minuts. El marc de Moviment Real del Jugador fa que els jugadors, els seus cossos, robes i extremitats es moguin amb una realitat segons físiques. En els ambients, el públic de l'estadi i els seus comportaments estan tractats individualment: l'audiència tindrà expectatives sobre els partits, i reaccionarà consegüentment al progrés del partit. A l'Ignite la intel·ligència artificial és capaç d'utilitzar el maquinari next-gen per manejar quatre temps mentre es realitzen molts més càlculs per segon que a entregues de jocs d'esports d'EA més vells.
Electronic Arts té previst utilitzar Ignite pels pròxims jocs d'esports i Frostbite per a futurs jocs d'acció (a excepció de Rory McIlroy Gira de PGA, NFL i sèrie de FIFA, els quals utilitzen Frostbite en comptes d'Ignite). L'empresa prèviament havia compartit tecnologia de manera interna abans de desenvolupar tots els jocs d'esports en el mateix motor.

## Història
Ignite va ser públicament anunciat el maig de 2013 en l'esdeveniment de revelació de la Xbox One per part de Microsoft. Es van anunciar quatre jocs d'esports de la franquícia d'EA per Xbox One i PlayStation 4 que utilitzarien la tecnologia: FIFA 14, UFC, NFL 15, i NBA Live 14. Electronic Arts va mostrar seqüències prerenderitzades dels jocs en comptes d'un gameplay en temps real.

## Els jocs que utilitzen el motor Ignite
| Títol                   | Plataforma(s)                                | Data d'alliberament | Gènere(s) |
| ----------------------- | -------------------------------------------- | ------------------- | --------- |
| FIFA 14                 | PlayStation 4, Xbox Un                       | Novembre 2013       | Esports   |
| Embogeix NFL 25         | PlayStation 4, Xbox Un                       | Novembre 2013       | Esports   |
| NBA Viu 14              | PlayStation 4, Xbox Un                       | Novembre 2013       | Esports   |
| UFC d'Esports de l'EA   | PlayStation 4, Xbox Un                       | Juny 2014           | Esports   |
| Embogeix NFL 15         | PlayStation 4, Xbox Un                       | August 2014         | Esports   |
| NHL 15                  | PlayStation 4, Xbox Un                       | Setembre 2014       | Esports   |
| FIFA 15                 | Windows de Microsoft, PlayStation 4, Xbox Un | Setembre 2014       | Esports   |
| NBA Viu 15              | PlayStation 4, Xbox Un                       | Octubre 2014        | Esports   |
| Embogeix NFL 16         | PlayStation 4, Xbox Un                       | August 2015         | Esports   |
| NHL 16                  | PlayStation 4, Xbox Un                       | Setembre 2015       | Esports   |
| FIFA 16                 | Windows de Microsoft, PlayStation 4, Xbox Un | Setembre 2015       | Esports   |
| NBA Viu 16              | PlayStation 4, Xbox Un                       | Setembre 2015       | Esports   |
| UFC d'Esports de l'EA 2 | PlayStation 4, Xbox Un                       | March 2016          | Esports   |
| Embogeix NFL 17         | PlayStation 4, Xbox Un                       | August 2016         | Esports   |
| NHL 17                  | PlayStation 4, Xbox Un                       | Setembre 2016       | Esports   |
| NHL 18                  | PlayStation 4, Xbox Un                       | Setembre 2017       | Esports   |
| NBA Viu 18              | PlayStation 4, Xbox Un                       | Setembre 2017       | Esports   |
| UFC d'Esports de l'EA 3 | PlayStation 4, Xbox Un                       | Febrer 2018         | Esports   |
| NHL 19                  | PlayStation 4, Xbox Un                       | Setembre 2018       | Esports   |
| NBA Viu 19              | PlayStation 4, Xbox Un                       | Setembre 2018       | Esports   |
| NHL 20                  | PlayStation 4, Xbox Un                       | Setembre 2019       | Esports   |
| NHL 21                  | PlayStation 4, Xbox Un                       | Octubre 2020        | Esports   |